# Saruçus
Saruçus, também chamados de Sacurus ou Suruçus, foi um grupo indígena que habitou o Sertão do Rio Macabu, entre o Rio São Pedro e o Rio Macabu, hoje municípios fluminenses de Conceição de Macabu e Macaé. As primeiras notícias datam de 1755, quando do descimento, aldeamento e catequese dos mesmos pelo missionário católico português da Ordem do Hábito de São Pedro, Antônio Vaz Pereira. As últimas notícias datam de 1888, quando são descritos como os últimos indígenas do antigo município de Macaé.
Bibliografia:
Carvalho, Augusto de (1888). Apontamentos para História da Capitania de São Tomé. Campos dos Goytacazes: Campos : Typ. e Lith. de Silva, Carneiro.
GOMES, Marcelo Abreu. ABC DE MACABU - Dicionário de Topônimos e Curiosidades de Conceição de Macabu. 2ª Edição. Macaé: ASM Editora, 2019.
GOMES, Marcelo Abreu. (Organizador). Conceição de Macabu - História Das Origens Até a Segunda Emancipação.  2ª Edição. Macaé: ASM Editora, 2019.
1. ↑  «ABC DE MACABU - Dicionário de Topônimos e Curiosidades de Conceição de Macabu». Issuu (em inglês). Consultado em 30 de dezembro de 2019
2. ↑  «Conceição de Macabu - História Das Origens Até a Segunda Emancipação E-Boock | Mar | América do Sul». Scribd. Consultado em 30 de dezembro de 2019
3. ↑  Carvalho, Augusto de (1888). Apontamentos para História da Capitania de São Tomé. Campos dos Goytacazes: Campos : Typ. e Lith. de Silva, Carneiro. 122 páginas